# Cinigiano
Cinigiano ist ein Ort mit 2421 Einwohnern (Stand 31. Dezember 2023) in der Provinz Grosseto, Region Toskana in Italien.

## Geografie

Lage von Cinigiano in der Provinz Grosseto

Der Ort erstreckt sich über rund 162 km². Er liegt etwa 25 km nordöstlich von Grosseto und rund 100 km südlich von Florenz zwischen dem Val d’Orcia und dem Tal des Ombrone. Er zählt zum Weinbaugebiet des Montecucco. Der Ort ist Teil der Comunità montana dell’Amiata grossetano und liegt in der klimatischen Einordnung italienischer Gemeinden in der Zone D, 1 972 GG. Der Ort liegt an den Flüssen Ombrone (12 km im Ortsgebiet), Orcia (4 km im Ortsgebiet) und Zancona (2 km im Ortsgebiet).
Zu seinen Ortsteilen zählen Borgo Santa Rita (102 Höhenmeter, ca. 40 Einwohner), Castiglioncello Bandini (606 m, ca. 100 Einwohner), Monticello Amiata (734 m, mit über 400 Einwohnern der größte Ortsteil), Poggi del Sasso (349 m, ca. 90 Einwohner), Porrona (254 m, ca. 20 Einwohner) und Sasso d’Ombrone (160 m, ca. 300 Einwohner). Der Hauptort selbst hat ca. 650 Einwohner.
Die Nachbargemeinden sind Arcidosso, Campagnatico, Castel del Piano, Civitella Paganico und Montalcino (SI).

## Geschichte

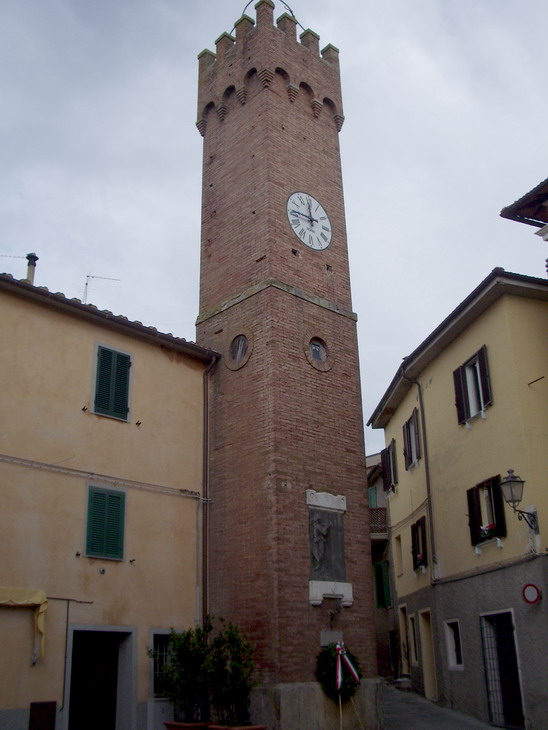
Uhrturm Torre dell’Orologio im Ortszentrum

Cinigiano entstand im 12. Jahrhundert um das mittelalterliche Kastell (Cassero) herum, von dem heute nur noch Mauerreste zu finden sind. Das Gebiet unterstand der Autorität von Bernardino di Cinigiano, einem Vasallen der Grafenfamilie Aldobrandeschi. 1254 unterwarf sie sich der Herrschaft von Siena. Am Ende des 14. Jahrhunderts gehörte Cinigiano zum Herrschaftsgebiet der Grafen Guidi, die bis 1404 an der Macht standen. Dann übernahm wieder die Republik von Siena. Nach der Niederlage der Seneser Republik 1555 gegen die Republik Florenz fiel der Ort ebenfalls (wie Siena) dem Herzogtum Toskana zu. Leopold II. änderte 1766 die Provinzzugehörigkeit des Ortes, der nun nicht mehr Teil der Provinz Siena war, sondern der Provinz Grosseto zugeschrieben wurde und dort auch nach der Einigung Italiens verblieb. Von 1861 bis 1936 erlebte der Ort einen Bevölkerungszuwachs von ca. 3500 Einwohnern auf ca. 5400 Einwohner. Danach gingen die Bevölkerungszahlen bis auf ca. 2650 Personen im Jahr 2011 zurück.

## Sehenswürdigkeiten
- Chiesa di San Michele Arcangelo, erstmals 1276 erwähnte Kirche im Ortskern. Wurde 1598 wesentlich erweitert und 1976 restauriert. Enthält die Werke Crocifissione con i Dolenti, San Marco Evangelista, San Francesco e un santo guerriero martire von Francesco Vanni (1601 entstanden) und Madonna con il Bambino (auch Madonna delle Grazie genannt, 1693 entstanden) von Daniele Lunati.
- Chiesa della Madonna delle Nevi, Kirche kurz außerhalb der historischen Stadtmauern, die im 13. Jahrhundert entstand. Wurde von 1967 bis 1969 restauriert und enthält Fresken aus dem 15. Jahrhundert.
- Oratorio della Compagnia di San Sebastiano, Kirche im Ortskern, die am Ende des 16. Jahrhunderts entstand. Enthält das Werk Santi Sigismondo martire e Antonio abate che invocano la protezione della Madonna col Bambino e San Giuseppe (17. Jahrhundert, unbekannter seneser Künstler).
- Torre dell’Orologio, Uhrturm im Ortszentrum, der im 19. Jahrhundert über dem abgerissenen, aus dem Mittelalter stammenden, Palazzo Civico errichtet wurde.

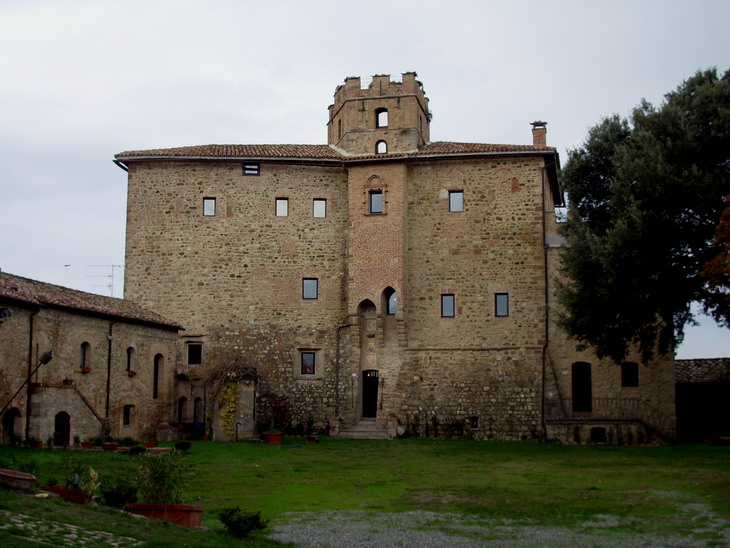
Castello di Porrona

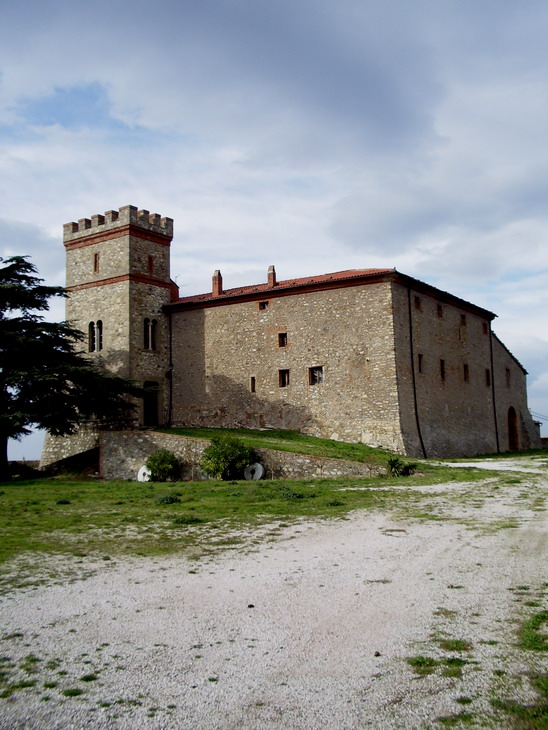
Castiglion del Torto (Castiglioncello di Stribugliano), Ortsteil Castiglioncello Bandini

- Cappella di Sant’Antonio Abate a Montecucco, von 1941 bis 1943 von Bruno Bruni errichtete Kapelle nahe dem Castello di Monte Cucco.
- Cappella di Santa Marta, vor 1640 errichtete Kapelle, die die bereits 1188 erwähnte Pieve di Sant’Ippolito a Martura ersetzte und deren Funktion übernahm.
- Castello di Porrona (Ortsteil Porrona), Burg aus dem 13. Jahrhundert, welches seit jeher unter der Kontrolle von Siena stand und später von den seneser Familien Piccolomini und Tolomei bewohnt wurde. Guccio di Rinaldo Tolomei war hier 1298 als Podestà dokumentiert[6]. 1377 wurde das Kastell bei Angriffen von Bretonen und Gascognen schwer beschädigt. Der Palazzo stammt aus dem Jahr 1504 und wurde von Antonio Piccolomini Todeschini errichtet.
- Castello di Vicarello, ca. 10 km westlich von Cinigiano gelegenes Kastell, welches erstmals 1221 schriftlich erwähnt wurde. Wurde 1438 Teil der Republik Siena.
- Castiglion del Torto, auch Castiglioncello di Stribugliano genannt, Kastell im Ortsteil Castiglioncello Bandini. Wurde von den Aldobrandeschi errichtet, geriet dann in den Besitz der Abbazia San Galgano und gehörte später zu Siena.
- Chiesa di San Donato (Porrona), bereits 1287 dokumentierte Kirche. Gehörte einst zur Abtei Sant’Antimo. Enthält die Werke San Nicola in trono con angeli e donatori von Giovanni dal Ponte (Giovanni di Marco[7]) und Madonna con il Bambino in trono fra San Donato vescovo e San Rocco von Girolamo di Benvenuto.
- Chiesa del Madonnino, Kirche aus dem 17. Jahrhundert kurz außerhalb von Castiglioncello Bandini.
- Chiesa di San Michele Arcangelo (Monticello Amiata), Kirche im historischen Ortskern des Ortsteils, Kirche aus dem 13. Jahrhundert, die im 19. Jahrhundert wesentlich verändert wurde. Enthält die Werke San Carlo Borromeo in preghiera von Rutilio Manetti (Leinwandgemälde, 1600 entstanden) und Madonna col Bambino in trono contornata da angeli ed adorata dai Santi Lorenzo ed Antonio abate von Bartolomeo Neroni (um 1535 entstanden).
- Chiesa di San Nicola, Kirche im historischen Kern von Castiglioncello Bandini. Enthält eine Reliquiensammlung aus dem 17. und 18. Jahrhundert.
- Colle Massari, Kastell 5 km westlich von Cinigiano. War zunächst im Besitz der Abbazia San Galgano und geriet später unter die Kontrolle von Siena.
- Oratorio della Compagnia di San Sebastiano (Monticello Amiata), Kirche kurz außerhalb des Ortskerns aus dem 16. Jahrhundert. Enthält das Werk Madonna col Bambino in gloria con San Nicola da Tolentino e Sant’Agostino von Domenico Manetti (Leinwandgemälde, um 1650 entstanden).
- Santuario della Madonna di Val di Prata, Santuarium kurz außerhalb von Monticello Amiata, wurde 1218 erstmals erwähnt und von 1847 bis 1865 von Pietro Martinelli umgebaut. Enthält das Werk Madonna del Carmine, Santa Teresa d’Avila, Santa Teresa d’Ungheria, San Filippo Neri e Sant’Elena von Giuseppe Nicola Nasini.
- Torre di Scudellano, Wachturmruine nahe dem Fluss Melacce ca. 8 km südwestlich von Cinigiano bei 168 m. Wurde bereits im 11. Jahrhundert schriftlich erwähnt.